# Чардым (приток Узы)
Чарды́м — река в России, протекает по Малосердобинскому и Лопатинскому районам Пензенской области. Длина реки составляет 60 км. Площадь водосборного бассейна — 546 км².
Начинается из прудов в селе Майское, течёт на северо-восток через Малую Черновку, Даниловку, Колбинку. После этого поворачивает на восток, протекает через массив деревень Камаевка — Новый Чардым — Буденновка — Дым-Чардым — Большая Багреевка — Владимирский. Затем следует по окраине берёзово-дубового леса. Устье реки находится в 90 км по левому берегу реки Уза у села Чардым на высоте 166,2 метра над уровнем моря.
Ширина реки в низовьях — 14 метров, глубина — 0,9 метра, скорость течения воды — 0,3 м/с.
Основные притоки — Липовка (пр), овраг Молебный (лв), балка Крутец (лв), овраг Песчанка (пр), Вершинка (пр, в 29 км от устья), балка Крутец (пр), балка Чунаки (лв), балка Бурчалка (лв), балка Огаревка (пр, в 47 км от устья).

## Данные водного реестра
По данным государственного водного реестра России относится к Верхневолжскому бассейновому округу, водохозяйственный участок реки — Сура от истока до Сурского гидроузла, речной подбассейн реки — Сура. Речной бассейн реки — (Верхняя) Волга до Куйбышевского водохранилища (без бассейна Оки).
Код объекта в государственном водном реестре — 08010500112110000035789.